# Rade Tošić
Pour les articles homonymes, voir Tošić.
Rade Tošić est un footballeur international yougoslave, né le 31 mars 1965 à Tuzla. Il évoluait au poste de défenseur.

## Biographie
Jouant dans sa ville natale avec le Sloboda Tuzla, avec lequel il évolue en première division yougoslave dès 1982, il rejoint ensuite l'Hajduk Split, dans cette même division, en 1988. Cette année-là, il reçoit sa seule sélection en équipe de Yougoslavie, lors d'un match amical contre l'Italie (score : 1-1 à Split). 
Il s'engage ensuite en 1990 à l'Étoile rouge de Belgrade, remportant deux titres de champion, ainsi que la Coupe des clubs champions européens 1990-1991. Lors de la Coupe des clubs champions européens, il ne joue qu'un seul match, la demi-finale aller remportée face au Bayern Munich. Il reste sur le banc lors de la finale gagnée contre l'Olympique de Marseille. 
Il rejoint par la suite le club de deuxième division espagnole du CP Mérida en 1992, et évolue par la suite au CD Castellón. Il met un terme à sa carrière en troisième division espagnole, passant la saison 1995-1996 à l'UD Vall de Uxó.

## Palmarès
- Étoile rouge de Belgrade
  - Champion de Yougoslavie en 1991 et en 1992
  - Vainqueur de la Coupe des clubs champions européens 1990-1991 (n'entre pas en jeu en finale)